# УЕФА суперкуп 2007.
УЕФА суперкуп 2007. је био 32. УЕФА Суперкуп, годишња фудбалска утакмица између победника претходне сезоне УЕФА Лиге шампиона и победник Купа УЕФА. Утакмица је одржана на стадиону Луј II у Монаку 31. августа 2007. године, а надметали су се Милан, који је освојио УЕФА Лигу шампиона 2006–07, и Севиља, победник Купа УЕФА 2006–07. Севиља је желела да постане тек други тим који ће одбранити трофеј у својој историји, а први је Милан, који је раније освојио трофеј четири пута. Милану је ово био седми наступ у Суперкупу, чиме је био један испред другошампиона прошле сезоне, Барселоне.
Смрт везисте Севиље Антонија Пуерте повећала је могућност да меч буде отказан, али се утакмица ипак играла, а сви играчи су на дресу испод свог броја носили име „ПУЕРТА“.
Милан је победио у мечу резултатом 3–1, головима Филипа Инзагија, Марека Јанкуловског и УЕФА клупског фудбалера године Кака. Сва три гола Милана постигнута су у другом полувремену након што је Ренато повео Севиљу са 1:0 после само 14 минута. Милану је ово била пета титула у Суперкупу, што је био нови рекорд.

## Утакмица

### Резиме
Севиља је рано имала прилику да постигне гол, када је Ренато набацио до Масима Ода, али је овај шут упутио поред гола. Два минута касније, Милан је имао прилику да постигне погодак након што је ударац Филипа Инзагија одбио до Каке који је погодиона стативу. Севиља је повела са 1:0 у 14. минуту када је Ренато постигао гол главом на центашут Дуде са десног крила. Фудбалери Севиље прославили су погодак показујући ка небу. Севиља је замало постигла други гол у 25. минуту, након што је Ђенаро Гатусо покушао да пресеће контру Севиље али је био неуспешан и само је довело до тога да је проклизнуо до Фредерика Канутеа, који је заобишао Диду, али је одиграо пас иза Рената. Бразилац је успео да узме лопту под контролу и шутирао, али је шут б био блокиран од стране Алесандра Несте. Након центаршута Ђенара Гатуза са десне стране Инзаги је изједначио резултат ударцем главом. Марек Јанкуловски је убрзо након тога лепим волејем левом ногом и погодио ниско искоса са леве стране голмана и довео Милан у вођство. Кака је завршио у добром укупном резултату када је главом погодио скок након што је његов почетни ударац из пенала био одбран. Кака је постигао трећи гол за Милан када је главом дао гол после промашеног пенала.

### Детаљи
| Милан                                   | 3–1      | Севиља     |
| --------------------------------------- | -------- | ---------- |
| Инзаги 55’ · Јанкуловски 62’ · Кака 87’ | Извештај | Ренато 14’ |

| Милан | Севиља |

| GK               | 1  | Дида                 |    |     |
| RB               | 44 | Масимо Одо           |    |     |
| CB               | 4  | Каха Каладзе         |    |     |
| CB               | 13 | Алесандро Неста      |    |     |
| LB               | 18 | Марек Јанкуловски    |    |     |
| RM               | 23 | Масимо Амброзини (c) |    |     |
| CM               | 21 | Андреа Пирло         |    |     |
| LM               | 8  | Ђенаро Гатузо        | 7’ | 73’ |
| AM               | 22 | Кака                 |    |     |
| AM               | 10 | Кларенс Седорф       |    | 89’ |
| CF               | 9  | Филипо Инзаги        |    | 88’ |
| Резервни играчи: |    |                      |    |     |
| GK               | 16 | Жељко Калац          |    |     |
| DF               | 2  | Кафу                 |    |     |
| DF               | 19 | Ђузепе Фавали        |    |     |
| DF               | 25 | Данијел Бонера       |    |     |
| MF               | 5  | Емерсон              |    | 73’ |
| MF               | 32 | Кристијан Броки      |    | 89’ |
| FW               | 11 | Алберто Ђилардино    |    | 88’ |
| Менаџер:         |    |                      |    |     |
| Карло Анчелоти   |    |                      |    |     |

| GK               | 1  | Андрес Палоп            |     |     |
| RB               | 4  | Дани Алвес              |     |     |
| CB               | 14 | Жилијен Ескуде          |     | 83’ |
| CB               | 18 | Хосе Луис Марти (c)     |     | 65’ |
| LB               | 3  | Ивица Драгутиновић      |     |     |
| DM               | 8  | Кристијан Поулсен       | 70’ |     |
| RM               | 7  | Хесус Навас             |     |     |
| LM               | 5  | Дуда                    | 68’ | 74’ |
| AM               | 11 | Ренато Дирнеј Флоренсио |     |     |
| CF               | 21 | Сејду Кејта             |     |     |
| CF               | 12 | Фредерик Кануте         |     |     |
| Резервни играчи: |    |                         |     |     |
| GK               | 13 | Морган де Санктис       |     |     |
| DF               | 15 | Акивалдо Москера        |     |     |
| MF               | 17 | Дијего Капел            |     |     |
| MF               | 25 | Енцо Мареска            |     | 74’ |
| FW               | 9  | Александар Кержаков     |     | 65’ |
| FW               | 10 | Луис Фабијано           |     | 83’ |
| FW               | 20 | Том Де Мул              |     |     |
| Менаџер:         |    |                         |     |     |
| Хуанде Рамос     |    |                         |     |     |

| Играч утакмице: Андреа Пирло (Милан) Помоћне судије: Егон Береутер (Аустрија) Маркус Мајр (Аустрија) Четврти судија: Фриц Штуклик (Аустрија) | Правила утакмице - Игра се 90 минута - У случају нерешеног играју се продужици 30 минута до златног гола ако је потребно - Приступа се извођењу једанаестераца ако је резултати и даље изједначен - Седам именованих замена, од којих се могу користити до три |

### Статистика
| Статистика     | Милан | Севиља |
| -------------- | ----- | ------ |
| Голова дато    | 0     | 1      |
| Укупно шутева  | 5     | 8      |
| Шутева на гол  | 2     | 2      |
| Одбрана        | 1     | 1      |
| Посед лопте    | 58%   | 42%    |
| Ударци са угла | 3     | 3      |
| Прекршаји      | 10    | 12     |
| Офсајд         | 3     | 1      |
| Жути картони   | 1     | 0      |
| Црвени картони | 0     | 0      |

| Статистика     | Милан | Севиља |
| -------------- | ----- | ------ |
| Голова дато    | 3     | 0      |
| Укупно шутева  | 5     | 5      |
| Шутева на гол  | 4     | 0      |
| Одбрана        | 0     | 0      |
| Посед лопте    | 50%   | 50%    |
| Ударци са угла | 1     | 5      |
| Прекршаји      | 8     | 13     |
| Офсајд         | 1     | 1      |
| Жути картони   | 0     | 2      |
| Црвени картони | 0     | 0      |

| Статистика     | Милан | Севиља |
| -------------- | ----- | ------ |
| Голова дато    | 3     | 1      |
| Укупно шутева  | 10    | 13     |
| Шутева на гол  | 6     | 2      |
| Одбрана        | 1     | 1      |
| Посед лопте    | 54%   | 46%    |
| Ударци са угла | 4     | 8      |
| Прекршаји      | 18    | 25     |
| Офсајд         | 4     | 2      |
| Жути картони   | 1     | 2      |
| Црвени картони | 0     | 0      |